# Дро
Дро (итал. Dro) је насеље у Италији у округу Тренто, региону Трентино-Јужни Тирол.
Према процени из 2011. у насељу је живело 2535 становника. Насеље се налази на надморској висини од 123 м.

## Становништво
| 1936. | 1951. | 1961. | 1971. | 1981. | 1991. | 2001. | 2011. |
| ----- | ----- | ----- | ----- | ----- | ----- | ----- | ----- |
| 2.547 | 2.656 | 2.927 | 2.917 | 2.913 | 3.071 | 3.388 | 4.566 |